# Jag tänker på min Herre
Jag tänker på min Herre är en psalm med text skriven 1970 av Margareta Melin och musik skriven 1972 av Torgny Erséus. Andra versen bygger på Matteusevangeliet 27:40.

## Publicerad i
- Herren Lever 1977 som nummer 866 under rubriken "Kyrkans år - Passionstiden".[1]